# ألان ماكنزي (لاعب كرة قدم)
ألان ماكنزي (بالإنجليزية: Alan MacKenzie)‏ هو لاعب كرة قدم بريطاني في مركز الهجوم، ولد في 8 أغسطس 1966 في إدنبرة في المملكة المتحدة. لعب مع بيرويك راينجرز وريث روفرز ونادي برث غلوري ونادي ستيرلينغشير الشرقية ونادي كاودينبيث ونادي كلايد.